# Ataque francés a la escuadra argentina (1829)
El ataque francés a la escuadra argentina, conocido general y erróneamente como el ataque del almirante Venancourt, fue efectuado el 21 de mayo de 1829 en el marco de la disputa por la leva de franceses para combatir en las guerras civiles argentinas, y representó la primera intervención armada europea directa en los conflictos internos del país.

## Antecedentes
Tras la victoria en el Combate de las Vizcacheras en el sur de la provincia de Buenos Aires y la invasión de Estanislao López por el norte, las fuerzas federales, que en ese entonces empezaron a adoptar esa denominación, dominaban la campaña de Buenos Aires.
El gobernador delegado, Guillermo Brown, dispuso el alistamiento de los residentes extranjeros de acuerdo a la ley de 1823 formando el batallón Amigos del Orden al mando de Ramón Larrea, auxiliado por Alejandro Danel y Juan Lasserre, antiguos oficiales de Napoleón Bonaparte. Sólo los residentes británicos estaban exceptuados en razón de que su gobierno había ya reconocido la independencia de la nación en el tratado anglo-argentino de 1825.
El cónsul francés Washington de Mendeville, casado con María Sánchez de Velazco, más conocida como Mariquita Sánchez de Thompson, elevó de inmediato una solicitud de amparo y el 13 de abril visitó al ministro de Relaciones Exteriores José Miguel Díaz Vélez en compañía del comandante de la Estación Naval francesa en el Río de la Plata, capitán de navío François Marie Cornette de Venancourt, para "salvar a la población francesa del peligro que le amenaza", exigiendo un trato similar al de los ciudadanos británicos.
Sin embargo, el gobierno del rey Carlos X de Francia, apoyando a su primo Fernando VII de España, se había negado a reconocer la independencia de las naciones americanas, por lo cual la solicitud fue, conforme a la ley, rechazada.
Mientras Venancourt informaba al comandante de la escuadra francesa en el Atlántico Sur almirante barón Albin Roussin (Dijón,1781-†París,1854) que "la ciudad de Buenos Aires estaba amenazada por un ejército de bandidos y de indios que se hallaban a las puertas de la ciudad, y por una parte de su misma población", Mendeville presionaba en Buenos Aires para que se disolviera el Batallón del Orden.
El 26 de abril las fuerzas de Juan Lavalle chocaron con las tropas federales en la batalla de Puente de Márquez. Si bien el resultado fue indeciso, Lavalle convencido de la imposibilidad de obtener la victoria se retiró hacia los Tapiales de Altolaguirre, a 4 leguas de Buenos Aires, con lo que la ciudad quedaba virtualmente rodeada. 
Si bien López permanecía con el grueso de sus fuerzas en Luján, pronto los Colorados al mando del coronel José María Vilela controlaban San Fernando por el norte y las guerrillas de ambos bandos se enfrentaban ya en Chacarita y San José de Flores.
Asediado, si bien desplegó al batallón de extranjeros al sur de la ciudad, el sector menos amenazado de momento, el gobierno de facto no accedió a desprenderse de fuerza alguna y harto de las presiones el 30 de abril envió su pasaporte a Mendeville intimándolo a abandonar la ciudad.
El 4 de mayo Brown entregó el gobierno al general Martín Rodríguez, quien designó ministro de guerra al general Carlos María de Alvear.

## División de la escuadra
Al norte, San Nicolás de los Arroyos permanecía leal al gobierno de Buenos Aires contando con el Regimiento N° 5 de Caballería al mando del teniente coronel Nicolás Granada y el Batallón N° 4 de Cazadores al mando del teniente coronel Román Quevedo pero se encontraba sitiada por las tropas del teniente coronel Facundo Borda y bajo ataque de las fuerzas federales concentradas en la vecina San Pedro al mando del teniente coronel José Ramón Ruiz Moreno.
Rodríguez resolvió enviar una escuadrilla al río Paraná con el objetivo de castigar a San Pedro, abastecer a San Nicolás y amenazar la ribera santafesina, con lo que confiaba en obligar a López a replegarse. La operación fue públicamente comentada por la prensa y por lo tanto conocida por federales y extranjeros. 
El 12 de mayo el cónsul Mendeville escribió desde Montevideo al líder federal de Buenos Aires Juan Manuel de Rosas anunciando que tomaría medidas contra el gobierno unitario. Rosas respondió "vea usted en que puedo serle útil por aquí, ya para sus buques, ya para cuanto usted quiera, pues estoy pronto y lleno de deseos por ser útil a usted en algo. La campaña toda está ocupada por las tropas de mi mando, y donde quiera pueden arrimarse los buques o entrar a los puertos. Descanse usted respecto a la protección y consideraciones que solicita para todos los individuos de la nación francesa. Obraré en todo como usted desee, y vea cuanto más quiere que haga."
Rodríguez envió al coronel José Félix Bogado, quien el 14 de mayo asumió el mando militar de San Nicolás, y el 16 de mayo zarpó una escuadrilla de 5 naves al mando del coronel Isaac Thompson transportando 300 infantes, un piquete de caballería y dos cañones de a 4, y una segunda división de una sumaca, una goleta y una cañonera transportando un contingente de húsares al mando del teniente coronel Mariano de Acha. En San Nicolás se encontraba ya apostada una escuadrilla al mando del coronel de marina Leonardo Rosales.
Ese mismo día se produjo un fuerte ataque sobre la ciudad por Barracas, al sur, que fue enfrentado por el batallón del Orden. La intervención francesa estaba decidida.
El 16 de mayo el capitán de fragata Picard, comandante de la fragata L'Isis y en ese momento a cargo de la división francesa, envió una nota al ministro Alvear reclamando la liberación de los ciudadanos franceses que supuestamente se encontraran prisioneros a bordo del Rondeau a lo cual Alvear respondió que toda comunicación debía dirigirse al Ministerio de Relaciones Exteriores.

## La agresión a la escuadra
Pocos días después François Marie Cornette de Venancourt (1778, Carbet, Martinica- †1854, París), comandante de la fragata Magicienne, se encontraba nuevamente al mando de la estación naval francesa en el Río de la Plata con el aval consular para pasar a la acción. El vizconde Venancourt era un marino de larga carrera en la marina francesa: de lealtad monárquica, tras la caída de Napoleón Bonaparte había sido honrado por su soberano como Chevalier de St-Louis (10 de septiembre de 1814) y Chevalier des Ordres de Charles III et de St-Ferdinand d’Espagne. En 1816 al mando del Echo había integrado el convoy que acompañara a la fragata Medusa (Hugues Duroy de Chaumareix) en el viaje que terminó en su naufragio en la costa africana, quizá el más famoso del siglo XIX.
El 21 de mayo de 1829 Venancourt efectuó personalmente un reconocimiento a bordo de una lancha de la fragata L'Isis comprobando que permanecían en la rada interior del puerto "un bergantín de 14 cañones y una goleta bergantín de 4 cañones (grueso calibre), teniendo sus tripulantes; otros dos bergantines goletas de 4 cañones de grueso calibre pero sin tripulantes a su bordo; y un bergantín pontón teniendo prisioneros a bordo, custodiado por una goleta bergantín de 4 cañones de grueso calibre".
En efecto, al no preverse amenaza alguna, la escuadra que permanecía en puerto al mando de Tomás Espora se encontraba en situación de desarme y con tripulación reducida, excepto la necesaria para asegurar la detención de los prisioneros entre los que se encontraban Tomás y Juan José de Anchorena, aliados y parientes de Rosas, a quienes Espora trató con tal corrección que motivó notas de agradecimiento de los detenidos.
Aprovechando la debilidad de la fuerza naval y su evidente falta de alistamiento, Venancourt resolvió capturarlas y en caso de resistencia "hacer padecer el hambre y también cañonear la ciudad" para así vengar "los insultos hechos al pabellón del Rey mi señor, como también al mal tratamiento de sus súbditos".
Al anochecer, dos divisiones con 300 marineros bien armados abordaron los buques, aprovechando que sus escasos tripulantes descansaban después de comer. Sólo algunos oficiales y marineros de guardia de la goleta La Argentina llegaron a disparar sus armas y dos de ellos se arrojaron al agua escapando al cautiverio. 
En poco tiempo eran capturados y conducidos aguas afuera el bergantín goleta Rio Bamba (2 cañones de a 18 y 4 de a 12) cuyo comandante Tomás Espora y tripulación se encontraban en tierra, el bergantín General Rondeau (coliza de a 24 y 8 cañones de a 18) al mando de Antonio Toll que se encontraba con tripulación reducida, la goleta 11 de Junio (2 cañones de a 18) al mando del teniente José María Martínez y a remolque el pontón Cacique, mientras que la goleta La Argentina (3 cañones giratorios de 18, 8 y 6) y el bergantín General Balcarce, en desarme y con tripulación reducida a 5 marineros, eran saqueados e incendiados.
Al escucharse en tierra los disparos y verse el incendio en la Argentina (en el Belgrano no prendió) se pensó en un motín de marineros o de los prisioneros del Cacique, hasta que los oficiales escapados informaron lo sucedido.

## Repercusiones
La intervención francesa causó indignación entre los partidarios del gobierno y en la población en general. Incluso el francés Lasserre publicó el 6 de junio en El Tiempo una carta abierta a Venancourt en la cual decía "Piensa usted que si la Escuadra Argentina hubiese tenido en el río enemigos declarados, se habría dejado sorprender? Durante la guerra con el Brasil, el almirante Norton, que al menos vale tanto como el señor Venancourt, aprendió más de una vez a su costa, que la Marina argentina no duerme cuando hay que combatir. Si usted hubiese sabido, señor vizconde, que los laureles no son gloriosos sino cuando se recogen peleando y están teñidos con la sangre del vencedor, hubiese advertido a la República de sus intenciones, hubiese atacado de día claro su escuadra y nada tendría usted que temer por su honor, cualquiera hubiese sido el resultado".
El cronista Juan Manuel Beruti en sus Memorias registra que "Como a las doce de la noche de este día, fue sorprendida nuestra fuerza de guerra marítima, con varios lanchones (o botes) de gente armada, y tomaron de las balizas interiores, la goleta nombrada Argentina. Sacaron del pontón Cacique los prisioneros que teníamos, y por no poder llevar el buque Argentina que cuidaba el Cacique le pegaron fuego. En seguida tomaron los bergantines General, Rondeau y Rio Bamba, que en las mismas balizas interiores se hallaban fondeados. Este atentado tan inesperado como escandaloso fue cometido con gente armada, y con el pabellón francés, que salieron de la flota de su majestad cristianísima, que se halla surta en este puerto, cuyo comandante es M.Picard, capitán de fragata y comandante de la corbeta de su majestad cristianísima la Isis"
Sin embargo, por su parte Rosas escribió:"El infrascripto tiene el honor de dirigirse al señor comandante de la Escuadra francesa para expresarle en su nombre y en el de todos los ciudadanos de la Nación Argentina, el más sincero y justo homenaje de reconocimiento por los sucesos que han tenido lugar en los últimos días con respecto a la Escuadra Nacional que había caído como consecuencia de la insubordinación del 1° de diciembre en poder de los dichos insurrectos; por haber libertado a los prisioneros detenidos a bordo; y otros hechos que demuestran claramente que los agentes públicos de la Nación francesa han sabido reconocer al gobierno legítimo de la República Argentina.
El abajo firmado ha tenido comunicaciones interesantes del señor Mendeville, cónsul general de Francia, y le ha contestado de una manera satisfactoria. En definitiva, el general infrascripto requiere del señor comandante a quien se dirige:
Primeramente que la Escuadra tomada a los insurrectos no sea devuelta, pero sí guardada cerca y en seguridad; que se tomen los buques nacionales que se encuentran en el Paraná; que se haga toda especie de hostilidades contra los que hoy día mandan ilegalmente en Buenos Aires; que se permita al suscripto general una entrevista, que puede tener lugar en la Ensenada; que se comuniquen todas estas resoluciones al cónsul general, y para abrir una comunicación frecuente con el susodicho cónsul general, el comandante de la escuadra facilitará los medios de comunicación necesarios en la Ensenada, en donde el infrascripto pondrá a disposición del comandante francés toda a carne fresca necesaria para el abastecimiento diario para sus buques y para los navíos que él quiera proveer y que desee el dicho comandante.
El comandante general don Prudencio Rosas se encuentra en la Ensenada encargado de proveer al comandante de la escuadra todo lo que fuera necesario, y la misma orden es dada desde Quilmes al Tuyú, y en toda la costa y puertos se encontrarán sus fuerzas prestas a ejecutarlas".
Excepto los Anchorena que transbordaron al bergantín inglés Cadmus, los prisioneros fueron desembarcados en las costas de Quilmes y el oficial que los condujo fue recibido por partidarios de Rosas a los gritos de "Viva la Francia".

## Resolución
El 22, tras acordar de palabra con Espora un cese de hostilidades, Venancourt elevó al gobierno una nota justificando su acción en razón de los mencionados "insultos" a su pabellón y detallando las condiciones propuestas: aceptar las demandas contenidas en la representación dirigida por el cónsul francés, que los buques capturados permanecerían en manos francesas hasta recibir órdenes al respecto del barón Roussin, que los ciudadanos franceses que hubieran debido abandonar sus propiedades y ocupaciones por la leva serían debidamente indemnizados y que los prisioneros capturados por los franceses serían liberados.
El gobierno por intermedio del nuevo ministro de Relaciones Exteriores Salvador María del Carril elevó sus protestas por "un acto tan contrario a los derechos de la neutralidad y a la ley de las naciones y sin causa para tal ruptura" y envió al general Francisco Fernández de la Cruz a entrevistar a Venancourt. 
Salvador María del Carril designó a Juan Andrés Gelly y al coronel Domingo Eduardo Trolé (1800-1850) para concluir los detalles del acuerdo. 
En la conferencia que se realizó a bordo del capturado Rondeau el 26 de mayo entre Gelly y Venancourt, y a cambio de acceder a eximir a los franceses del servicio de las armas, exceptuando a aquellos que desearan permanecer en el servicio, Venancourt acordó devolver la flota, sus armas, implementos y tripulaciones, exceptuando 3 botes perdidos en un vendaval durante la noche del 25, mientras los insultos referidos (que reducía a la negativa de acceder a lo requerido por el cónsul) y la indemnización exigida quedaban como temas a resolver por ambos gobiernos.
Por su parte, el gobierno provisional se reservó el derecho de "arreglar definitivamente con el gobierno de Su Majestad Cristianísima lo que exige su honor y justicia", pero las gestiones iniciadas a tal efecto en París fueron desechadas en mayo de 1830 por el nuevo gobierno federal.
Un boletín del gobierno fechado el 22 de mayo en que se comunicaba a la ciudadanía lo sucedido calificando la acción francesa de "crimen", "escandalosa violación de los derechos más sagrados" y "pérfida", manifestando ignorar los motivos como no fuera la comunicación de Picard en que falsamente denuncia la existencia de prisioneros franceses a bordo del Rondeau, motivó que Venancourt demorara el cumplimiento del acuerdo y exigiera la anulación de ese boletín que consideraba lesivo del honor de Picard.
El 29 una nueva conferencia entre Venancourt y Gelly resolvió la situación. Considerando que para la fecha del boletín existía un estado de guerra de hecho entre ambas naciones, Venancourt renunció a nuevos planteos al respecto pero se acordó que en lo futuro las comunicaciones oficiales al respecto se publicaran sin comentarios.
El 1 de junio las naves tomadas fueron devueltas a Buenos Aires excepto el Rio Bamba que fue reintegrado en agosto.

## Consecuencias
Al siguiente año, en una escalada del conflicto, ya en el gobierno Rosas dispuso el enrolamiento de extranjeros, entre ellos ciudadanos franceses, lo que generó reclamos del cónsul francés y de Venancourt que fueron rechazados por el ministro de relaciones exteriores Tomás Manuel de Anchorena. Asumido el trono Luis Felipe de Orleans tras la revolución de julio de 1830, Francia concedió el reconocimiento pero sin asegurar previamente la firma de un tratado similar al británico. La cuestión sería finalmente uno de los detonantes del Bloqueo francés al Río de la Plata, esta vez apoyado por el partido Unitario.
Respecto de Venancourt, en Francia su actuación se presentó como meritoria y un ejemplo a seguir. 
De regreso en su país, elevó al representante español en Francia Narciso Heredia, conde de Ofalía, documentación e ideas para la reconquista del Río de la Plata, informe que Ofalía puso a consideración de su gobierno el 23 de julio de 1830. Venancourt consideraba que Francia auxiliaría a reconquistar Argentina y Chile a cambio de concesiones comerciales y de la posesión de la Patagonia. Consideraba que bastarían 8000 hombres para tomar Maldonado, Montevideo, Colonia del Sacramento, Buenos Aires y Santa Fe, y que a la muerte del ya anciano Gaspar Rodríguez de Francia, caería también Paraguay.
El 26 de abril de 1831 fue nombrado Officier de la Légion d’Honneur, pero la administración surgida de la revolución de julio de 1830 no le sería favorable y Vénancourt nunca alcanzaría el rango de almirante.